# Nomporejo
Nomporejo is een bestuurslaag in het regentschap Kulon Progo van de provincie Jogjakarta, Indonesië. Nomporejo telt 1911 inwoners (volkstelling 2010).